# Зуав

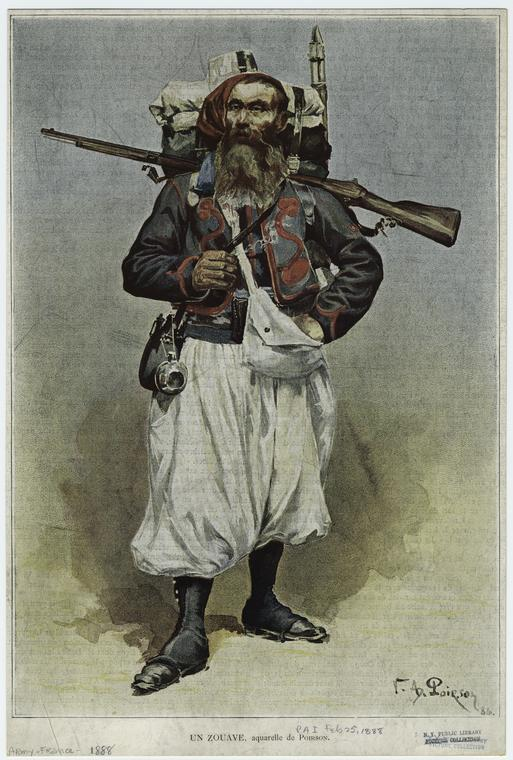
Зуав, 1888 год

Зуав (фр. zouave, от Zwāwa — название племенной группировки кабилов) — изначально название военнослужащего частей лёгкой пехоты (зуавов) французских колониальных войск. 
Внешней особенностью зуавов служили короткие куртки, шаровары и головные уборы восточного типа, например, турецкие фески. Впоследствии это название стало популярно в других государствах и странах, особенно в Америке во время гражданской войны.
Слово «зуавы» или Зуазуа происходит от наименования арабских племён Алжира «зауа», а это производное от «зауаф», что по-алжирски означает человека, сражающегося в качестве стрелка.

## Зуавы во Франции

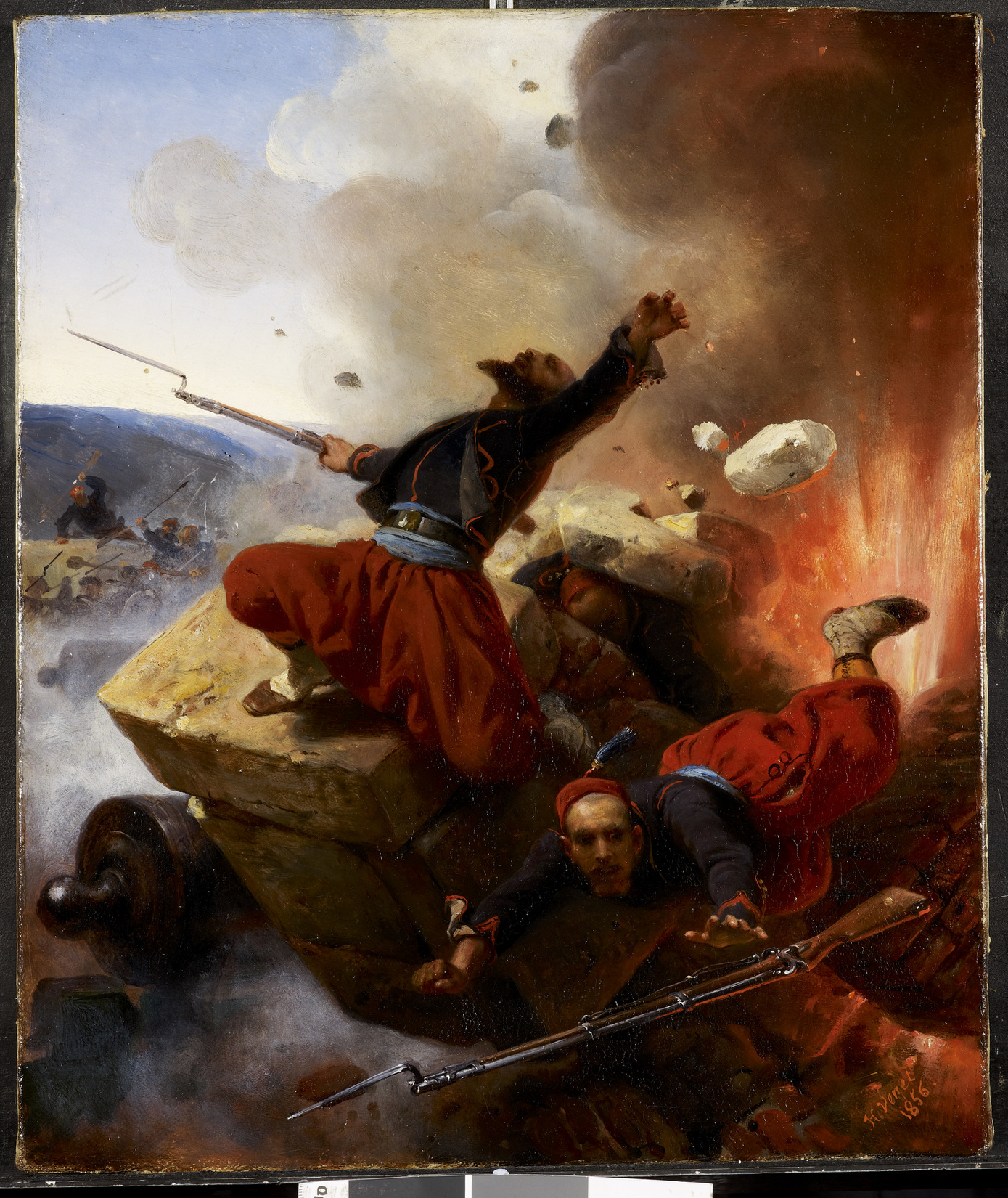
Орас Верне. Штурм Малахова кургана французскими зуавами. Осада Севастополя. Крымская война

Французские зуавы были организованы в Алжире 1 октября 1830 года маршалом Клозелем. Им первоначально были сформированы 2 батальона зуавов, составленные частью из иностранцев, частью из туземцев. Затем  французским уроженцам предложено поступать в зуавы на правах добровольцев..
На 1907 год зуавы составляли четыре полка французской пехоты в Алжире. 
Зуавы участвовали в различных войнах Франции в XIX—XX веках: в Крымской войне 1853—1856, в франко-прусской войне 1870—1871, Первой 1914—1918 и Второй мировых 1939—1945 войнах.
Первоначально в подразделения зуавов брали исключительно уроженцев племени Zouaoua (берберское племя, живущее в области Кабилия на севере Алжира) и они служили бею Алжира. Позже, когда зуавы перешли во французские колониальные войска, в них стали также набирать представителей других племён. Крымская война стала первым международным конфликтом для зуавов. Во время этой войны французские зуавы очень хорошо себя показали, и армии некоторых других стран также создали отборные войска, перенявшие форму и строевую подготовку зуавов.

## Зуавы в Америке
Элмер Эллсворт создал первое строевое демонстрационное подразделение, использующее форму и подготовку зуавов, в 1860 году в Чикаго. Во время гражданской войны ряд добровольческих полков носил форму зуавов и называл себя зуавами. Кстати, Элмер Эллсворт, будучи полковником 11-го добровольческого полка Нью-Йорка (огненные зуавы), стал первым офицером США, погибшим в этой войне.

## В других государствах и странах

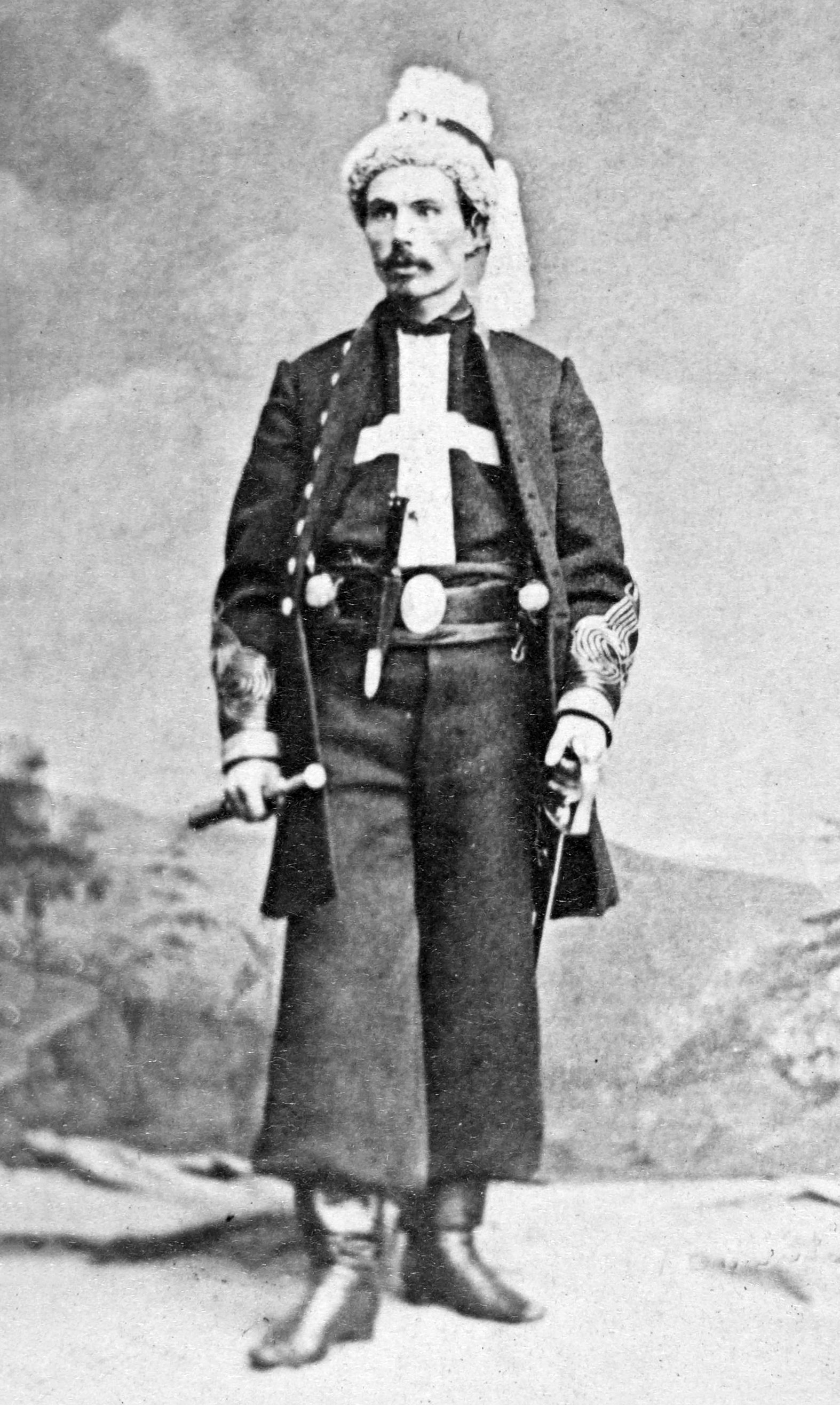
Зуав смерти — Франсуа Рошебрун

- Солдат или офицер наёмных стрелковых частей в армии султанской Турции.
- «Зуавами» себя называли некоторые добровольческие формирования во время Гражданской войны в США
- Во время Польского восстания 1863—1864 существовали отряды «зуавов смерти», состоявшие из иностранных добровольцев-смертников.
- Папские зуавы — воинское формирование, которое было сформированы в 1860 году французским генералом Луи де Ламорисьером для защиты Папской области.